# Oberstocken
Oberstocken är en ort i kommunen Stocken-Höfen  i kantonen Bern, Schweiz
Oberstocken var tidigare en självständig kommun. Den 1 januari 2014 bildades kommunen Stocken-Höfen genom en sammanslagning av kommunerna Höfen, Niederstocken och Oberstocken.